# Liste der reichsten Rumänen
Die Liste der reichsten Rumänen nennt das Vermögen von Einzelpersonen und Familien in Rumänien. Für eine Liste der reichsten Personen der Welt, siehe die Liste der reichsten Menschen der Welt des Forbes Magazine.
Bei den Vermögensangaben handelt es sich um Schätzungen. Für die möglichst wirklichkeitsnahe Einschätzung der Vermögen hat die Redaktion der rumänischen Zeitung Adevărul bei den Recherchen mit der Firma Fairwind Securities, Investmentgesellschaft und der Immobilien-Beratungsfirma Darian zusammengearbeitet. Beruhend auf Marktinformationen und auf Daten bereitgestellt vom Finanzministerium sowie vom Handelsregister evaluierten Fairwind Securities die Unternehmen der reichsten Rumänen und die Firma Darian deren Immobilienvermögen.

## Stand Oktober 2008
Quelle: Adevărul, Oktober 2008
| Rang | Name                             | Vermögen in Milliarden Euro | Quelle des Vermögens                                                           | Wirtschaftszweig                                                   |
| ---- | -------------------------------- | --------------------------- | ------------------------------------------------------------------------------ | ------------------------------------------------------------------ |
| 1.   | Dinu Patriciu                    | 1,9–2                       | Rompetrol, EuroJet, Adevărul, u. a.                                            | Energie, Immobilien, IT, Dienstleistungen, Media                   |
| 2.   | Ion Țiriac                       | 0,950–1                     | u. a. Allianz Țiriac                                                           | Bank- und Versicherungswesen, Immobilien, Sport, Auto, Luftverkehr |
| 3.   | Zoltan Teszari                   | 0,900                       | RCS&RDS                                                                        | Energie, Immobilien, IT, Dienstleistungen                          |
| 4.   | Brüder Marius und Emil Cristescu | 0,850                       | Foraj Sondaje, Bega Imobiliare, Faur, Chimforex, Bega Electromotor, Bega Ermat | Immobilien, Industrie, Tourismus, Handel, Transport                |
| 5.   | Sorin Ovidiu Vântu               | 0,800–0,850                 |                                                                                | Media, Immobilien, Werbeindustrie                                  |
| 6.   | Veronica Drăgan                  | 0,800                       |                                                                                | Media, Bildung, Kultur, Druckerei, Distribution von GPL            |
| 7.   | George Becali                    | 0,700–0,750                 |                                                                                | Fußball, Industrie, Immobilien                                     |
| 8.   | Brüder Bobby und Răzvan Păunescu | 0,700                       |                                                                                | Immobilien, Media, Shipping, Tourismus                             |
| 9.   | Ovidiu Tender                    | 0,650–0,700                 |                                                                                | Bauwesen, Pharmaindustrie, Tourismus, Cargo                        |
| 10.  | Familie Voiculescu               | 0,650                       |                                                                                | Media, Industrie, Handel                                           |